# Stomy Bugsy
Pour les articles homonymes, voir Bugsy et Duarte.
Stomy Bugsy (prononcé en anglais : [ˈstoʊmi ˈbʌɡzi]), de son vrai nom Gilles Duarte, est un rappeur, chanteur et acteur franco-capverdien[réf. souhaitée], né le 21 mai 1972 dans le 9e arrondissement de Paris.
Il est l'un des membres fondateurs du groupe Ministère A.M.E.R., qui se popularise grâce à l'album 95200. En 1996, Stomy Bugsy se lance dans une carrière solo et publie son album à succès, Le Calibre qu'il te faut. Puis il fonde et dirige le collectif La MC Malcriado, groupe de chanteurs cap-verdiens, parmi lesquels on retrouve notamment Jacky Brown des Nèg' Marrons, JP et Izé.

## Biographie

### Jeunesse
Gilles Duarte naît le 21 mai 1972, de l'union de deux capverdiens dont sa maman Marie-José Oliveira-Picoteiro, à la clinique Villa Marie Louise, dans le 9e arrondissement de Paris, dans la même salle d'accouchement que celle ayant permis la naissance de Johnny Hallyday,,,. Sa mère est originaire de la ville de Mindelo et son père grandit à Dakar au Sénégal,.
Il grandit à Sarcelles dans le Val-d'Oise en banlieue parisienne, dans le même quartier que Passi avec qui il est ami depuis l'enfance et avec ses cinq frères et sœurs. Sa sœur Pauline Duarte sera inspirée par la passion de son frère, ce dernier lui permettant de décrocher son premier stage en 2003 chez Sony, et se lancera dans la production musicale, devenant directrice de Def Jam Recordings puis du label Epic Records de Sony Music France et de Columbia France,. 
Il déménage ensuite à Porte de la Chapelle dans le 18e arrondissement de Paris, c'est là qu'il fait la rencontre de Doc Gynéco avec qui il se lie d'amitié. C'est également un ami d'enfance de l'animateur Cyril Hanouna et du producteur de cinéma et de musique Rachid Kallouche, dit Jean-Rachid.

### Ministère A.M.E.R.
Gilles Duarte débute dans le rap au début des années 1990. Il côtoie, dans un collège de Sarcelles, le rappeur Passi et développe son style avec ce dernier. Après avoir quitté Sarcelles, il entend son ami sur Radio Nova avec Moda et décide de le rejoindre sur la partie vocale et l'écriture. 
Le jeune homme fonde le Ministère A.M.E.R. avec Passi et Hamed Daye et sort, avec le groupe, un premier maxi Traîtres en 1991 et l'album Pourquoi tant de haine en 1992. Cette dernière production dénonce les violences policières, les contrôles au faciès ou encore le manque de respect vis à vis de certaines communautés dans les cités de la région parisienne. L'album est salué, permettant au groupe de figurer « parmi les pionniers du rap français » selon Le Dauphiné libéré. Pour Stomy Bugsy, après la sortie de ces deux productions, le groupe gagne en popularité et devient respecté dans le rap français. 
Cependant, le Ministère est touché par une polémique sur le titre "Brigitte, femme de flic" du premier album studio. Charles Pasqua, ministre de l'intérieur à cette époque dénonce cette chanson parlant de la femme d'un policier allant « dans les bras des hommes de tout le quartier pendant que son mari, policier, arrête des Noirs et des Arabes »,. L'homme politique tente de faire interdire l'album à la vente mais la plainte de son ministère n'aboutit pas,. Ce titre « fait la légende du groupe » selon Radio France. 
Le second album du Ministère Amer, 95200, permet au groupe de toucher à sa consécration et de donner un disque plus aboutie que le premier grâce à de meilleures conditions d'enregistrements et une liberté de ton totale,. Pour le site Abcdrduson, cet album est un « météore » et « répond de la façon la plus brute, crue et violente qui soit [au premier] ». L'album se vend à 30 000 exemplaires via le secteur indépendant.
En 1995, Stomy Bugsy, Passi et Doc Gyneco participent à la bande originale du film La Haine et réalisent le titre Sacrifice de poulets, évoquant des émeutes en banlieues parisiennes. Cette chanson entraîne une nouvelle polémique du fait de propos jugés controversés. Le ministre de l'intérieur Jean-Louis Debré poursuit le Ministère Amer pour « provocation au meurtre » du fait de propos tenus dans la presse et l'emporte. Le groupe de rap est condamné à payer une amende de 250 000 francs français soit 38 000 euros.

### Carrière solo et Secteur A
En 1996, Stomy Bugsy se lance dans une carrière en solo, inspiré par le rap West Coast de Californie, et publie son premier album, Le Calibre qu'il te faut, qui atteint la 9e place des classements musicaux français, et est certifié double disque d'or. Il connaît un succès important avec le single Mon papa à moi est un gangster. En 1998, sa collaboration avec le Secteur Ä, collectif de rappeurs et de chanteurs de ragga pour la plupart amis d'enfance et originaires du Val-d'Oise, réunissant aussi Passi, Doc Gynéco, Hamed Daye, MC Janik et les groupes Neg' Marrons et Ärsenik, atteint ses sommets lorsqu'ils se produisent en concert les 22 et 23 mai à l'Olympia pour célébrer l'abolition de l'esclavage.
En 2015, le rappeur annonce un nouvel album intitulé Royalties, publié sur Internet en téléchargement payant le 27 avril 2015. Sur sa page Facebook, il justifie ce titre : « Mes supporters... J'ai appelé mon album Royalties car j'encourage tous les artistes et je souhaite qu'un jour ils puissent vivre de leurs arts. » Après la sortie de l'album, il publie le clip de sa chanson Les mains en l'air.

### Cinéma, radio et télévision
Stomy Bugsy fait quelques passages par le cinéma, notamment dans Ma 6-T va crack-er en 1997, 3 zéros en 2002, Le Boulet en 2002, Gomez et Tavarès en 2003, Nèg Maron en 2005, et dans la série télévisée Anna Meyer, assistante de choc en 2006. Après avoir tourné dans Gomez vs Tavarès, la suite de Gomez et Tavarès, il endosse le rôle du journaliste communiste martiniquais des années 1930 André Aliker dans le film Aliker sorti en 2009 pour lequel il gagne en 2009 le prix du meilleur film de l'année aux Trophées des arts afro-caribéens (anciennement Césaires de la musique puis Trophées de la négritude). En 2011, dix ans après Les Jolies Choses, Stomy Bugsy joue dans Bye Bye Blondie, une adaptation d'un livre de Virginie Despentes, avec cette fois cette dernière à la réalisation.
À la suite des incendies dans des logements à Paris, le rappeur Stomy Bugsy est venu lire un texte sur le plateau de Tout le monde en parle, en 2005. Cet appel dénonce la passivité du gouvernement. Il milite et soutient les sans-papiers à Cachan en 2006, menacés d'expulsion par les autorités.
En 2018 il participe à la première version de The Island : Célébrités sur M6. Animée par Mike Horn, l'expérience réunit 15 personnes dont 11 célébrités, parmi lesquelles Camille Cerf, Olivier Dion ou encore Brahim Zaibat.
À partir du 17 février 2022, il tient le rôle du commissaire de police Daguerre, aux côtés de Jean-Luc Reichmann, dans la série télévisée Léo Matteï, Brigade des mineurs, depuis la saison 9, diffusée sur TF1. L'artiste « [adore] déjà cette série » avant que Reichmann ne lui propose ce rôle directement. 
En avril 2024, il débute en tant que sociétaire des Grosses Têtes de RTL.
En 2024, sa participation à la saison 3 de l'émission Les Traîtres sur M6 est annoncée. L'artiste, avant la diffusion du premier épisode, affirme qu'il a été « bouleversé par ce jeu », étant surpris à de nombreux moments par le scénario et révélant qu'il s'est découvert plus sensible qu'il ne le pensait. Jouant pour l'association Les graines de Cabo Verde, il se fait remarquer par son « caractère très assuré » selon la journaliste Léa Stassinet,. Cependant, il marque le programme par ses remords lors de l'élimination de l'actrice Laly Meignan, évoluant dans le même camp que lui (les loyales), se considérant comme responsable de ce fait.
Stomy Bugsy est finalement éliminé lors de l'épisode 9 par le camp des traîtres, après avoir été banni lors de l'épisode diffusé le 20 septembre 2024. Pour le rappeur, cette participation est un bon souvenir, parlant d'« une expérience incroyable » et regrette d'avoir été trop premier degré lors du tournage du jeu télévisé.
En octobre 2024, le film Quatre Zéros, suite de Trois Zéros, sort sur les écrans et Stomy Bugsy reprend son rôle de Michaël Sylvain, retrouvant l'acteur Gérard Lanvin et le réalisateur Fabien Onteniente. L'artiste affirme qu'il a accepté tout de suite la proposition du réalisateur, développant également plusieurs musiques pour le long-métrage. Lors d'une avant-première au Cinéma Pathé Palace, le 15 octobre 2024, il apparaît aux côtés des autres acteurs, membres de l'équipe du film et de la ministre de la culture Rachida Dati, cette dernière se montrant hilare à la gauche du rappeur.

### Retour du Secteur Ä
En décembre 2017, le rappeur annonce sur les réseaux sociaux que le collectif Secteur Ä, qu'il avait quitté au début des années 2000, se reforme au complet sur scène dans toute la France fêtant le vingtième anniversaire de leurs concerts à l'Olympia en 1998, sous la direction et l'organisation de Mazava Corp, qui était à l'initiative de la tournée L'âge d'or du rap français en 2017.

### Nom d'artiste
Son nom d'artiste, tout d'abord Stomy B. dans les années 1980, peut s'écrire Stomy Bugsy, ou Stomy Bugzy ; la version avec un Z dépeignant un personnage beaucoup plus violent (hardcore) que celui avec un S, plus consensuel. Bugsy vient du gangster américain Bugsy Siegel et Stomy du premier label de rap américain à succès, Tommy Boy Records, désormais Tommy Boy Entertainment (références notamment confirmées lors de son passage dans l'émission On n'est pas couché sur France 2 le 25 novembre 2006).

## Vie privée
Stomy Bugsy est le neveu de l'ancien champion de boxe thaï Aurélien Duarte et le frère de Pauline Duarte, directrice du répertoire local chez Def Jam France. Il est l'ancien compagnon de la chanteuse cap-verdienne Mayra Andrade.
Il a deux fils. Le premier est Bilal, né en 1992 et devenu rappeur comme son père avec comme nom de scène Sonof,. Âgé de 20 ans lorsqu'il devient père, Stomy se fait aider par sa mère et sa sœur dans l'éducation de son premier enfant après être retourné dans sa famille.
En 2013, il accueille son deuxième fils, Lat Dior, né de l'union avec la chanteuse Lynnsha. 
La vie privée du chanteur a quelques fois été dévoilé par la presse spécialisé, cette dernière parlant notamment d'une relation avec Noémie Lenoir,. Il aurait eu, en 2023, une liaison avec Adriana Karembeu mais le rappeur affirme, dans une interview en août 2024 qu'il est célibataire et qu'il ne veut plus d'aventure,,.
Le 15 mars 2025, la mère de Stomy Bugsy décède sur l'île de São Vicente au Cap-Vert à l'âge de 80 ans. L'artiste, son fils et sa sœur l'annoncent sur leurs réseaux sociaux et lui rendent hommage.

## Image publique et engagements
Stomy Bugsy est défini comme un homme « réputé pour son humour décapant » selon la journaliste Fanny Mazalon pour Paris Match en octobre 2024.
Le 25 février 2017, sur le plateau de l'émission Salut les Terriens !, il révèle être devenu végan en avril 2016, ce qu'il reconfirme le 1er avril 2018, dans l'émission Planète Rap sur Skyrock. Lors du tournage de Léo Mattéï, Brigade des mineurs, l'acteur principal et producteur Jean-Luc Reichmann fera en sorte qu'il reçoive de la cuisine vegan malgré le fait que Stomy Bugsy soit le seul suivant ce régime alimentaire sur le plateau. En 2024, lors d'une interview pour la promotion de Quatre Zéros, il est précisé qu'il « a été vegan pendant près de dix ans ».
Il a par ailleurs co-signé une tribune dans le journal Libération, en mai 2017, appelant à l'interdiction des corridas, des delphinariums et des cirques exploitant les animaux. L'année suivante, en mai 2018, l'artiste s'engage auprès de People for the Ethical Treatment of Animals et pose torse nu avec le message suivant : « Ce que je ne tue pas me rend plus fort »,.

## Distinctions
- Nommé aux Victoires de la musique 1999 dans la catégorie Groupe ou artiste Révélation
- Nommé aux Victoires de la musique 1999 dans la catégorie Album rap/groove pour Quelques balles de plus pour... le calibre qu'il te faut
- Nommé aux Victoires de la musique 1999 dans la catégorie Vidéo-clip pour Mon papa à moi est un gangster
- Double Disque d’or pour Le Calibre qu'il te faut
- Disque D’or pour Mon Papa à moi est un gangster

### Décoration
- Chevalier de l'ordre des Arts et des Lettres (2025)[43]

## Discographie

### Albums studio
- 1996 : Le Calibre qu'il te faut
- 1998 : Quelques balles de plus pour... le calibre qu'il te faut
- 2000 : Trop jeune pour mourir
- 2003 : 4e round
- 2007 : Rimes passionnelles
- 2015 : Royalties

### EPs
- 1996 : Le Prince des lascars
- 1998 : Gangster D'Amour Tour

### Albums collaboratifs
- 1991 : Traîtres (avec Ministère A.M.E.R.)
- 1992 : Pourquoi Tant de Haine (avec Ministère A.M.E.R.)
- 1994 : 95200 (avec Ministère A.M.E.R.)
- 1997 : L'Intégrale (2 CD) (compilation ; avec Ministère A.M.E.R.)
- 1998 : Le Secteur Ä (live) (avec Secteur Ä)
- 1999 : Mixomatose (avec le Gang Show Lapin ; Stomy Bugsy, Les Rongeurs, Les Novices du Vice, Les 2 Doigts et Kybla)
- 2000 : Secteur Ä All Stars (avec Secteur Ä)
- 2001 : Double Pénétration (avec Doc Gynéco ; album enregistré, mais jamais sorti)
- 2006 : Nos pobréza ké nos rikéza (la mc malcriado)
- 2014 : Les meilleurs dossiers (avec Ministère A.M.E.R.)
- 2018 : Best of Secteur Ä (avec Secteur Ä)

### Singles
- 2000 : Black Pimp Fada qui rend hommage à Curtis Mayfield
- 2008 : Sois Hardcore
- 2008 : Même pas mort
- 2009 : Demain j'arrête, coécrit avec Frédéric Collecchia
- Ho lé lé lé (Cabo Verde) (feat. Izé)
- Le prince des lascars
- Mes forces décuplent quand on m'inculpe
- Mon papa à moi est un gangster
- La vie c'est comme ça
- Gangster d'amour
- Aucun Dieu ne pourra me pardonner (feat. Nâdiya)
- Motivation
- Black pimp fada (avec Michel Gohou)
- Viens avec moi (feat Passi)
- Une femme en prison (feat Kelly Rowland)
- Sois hardcore
- Sois hardcore (remix) (Alpha 5.20, Tequilla, James Kpage Lino Despo Rutti...)

### Apparitions
- 1995 : Ministère A.M.E.R. - Sacrifices de poulets (sur la B.O. du film La haine)
- 1995 : Hamed Daye feat. Stomy Bugsy - Travail au corps (sur la compilation L'art d'utiliser son savoir de DJ Desh)
- 1995 : Assassin feat. Stomy Bugsy, Sté (Mafia Underground), La Squadra, Kabal, Ékoué & Undaconnexion - Le undaground s'exprime !!! (sur le maxi L'odyssée suit son cours d'Assassin)
- 1996 : Stomy Bugsy - Le prince des lascars (Casino Mysto Remix) (sur le maxi Le Prince Des Lascars)
- 1996 : Stomy Bugsy feat. Karlito - Bouche à bouche à un mort (sur le CD single Oh Lé Lé Lé)
- 1996 : Stomy Bugsy feat. Les Rongeurs - Show Lapin (sur le Maxi Oh Lé Lé Lé Remixes)
- 1997 : Nèg' Marrons feat. Ministère AMER, Doc Gynéco, Hamed Daye & Ärsenik - (Tel Une Bombe sur l'album Rue Case Nègres des Nèg' Marrons)
- 1997 : Stomy Bugsy - Avoir le pouvoir (sur la B.O. du film Ma 6-T Va Crak-Er)
- 1997 : Stomy Bugsy - Histoire de seuf (sur le maxi Mes forces décuplent quand on m'inculpe de Stomy Bugsy)
- 1997 : DJ Kheops feat. Stomy Bugsy - Le Play-Boy de Sarcelles (sur l'album Sad Hill de DJ Kheops)
- 1997 : Passi feat. Stomy Bugsy - Le Keur Sambo (sur l'album Les Tentations de Passi)
- 1997 : TSN feat. Doudou Masta, EJM, Lamifa, Sages Po', Nemesis & Ministère AMER - La solidarité noire sur l'album Le Mal De La Nuit de TSN
- 1997 : Cercle Rouge Productions feat. Assassin, IAM, Ministère AMER, Fabe, Yazid, Rootsneg', Sléo, Ménélik, Soldafadas, Arco, Mystik, Kabal, Azé, Radikalkicker - 11'30 contre les lois racistes (sur le maxi 11'30 Contre Les Lois Racistes de Cercle Rouge)
- 1997 : Les Rongeurs feat. Stomy Bugsy - On sort du terrier (sur la compilation Hip Hop Vibes de Lord Killer)
- 1998 : Donya feat. Stomy Bugsy - Morgan de toi (sur l'album 100 Regrets de Donya)
- 1998 : Stomy Bugsy feat. Kybla - Donne-moi du rêve (sur la B.O. du film Zonzon)
- 1998 : Cut Killer feat. Fonky Family, KDD, Ménélik & Stomy Bugsy - Écoute le style rap 98 sur le maxi promotionnel Écoute le style rap
- 1998 : Rainmen feat. Stomy Bugsy - La Rage Au Mic (sur l'album Armaguedon de Rainmen)
- 1999 : Jane Fostin feat. Stomy Bugsy - Quand Stomy te fuit (sur la compilation Indigo RnB)
- 1999 : Djamatik feat. Stomy Bugsy & Pit Baccardi - Reggae Night (sur l'album Djamatik Connections de Djamatik)
- 2000 : Stomy Bugsy - No comment (sur la compilation L'Hip Hopée Vol.2)
- 2000 : Stomy Bugsy, Ärsenik & Jane Fostin - On ira tous au paradis (sur la B.O. du film Trafic d'influence)
- 2000 : Izé feat. Stomy Bugsy - Propulse (sur l'album Double nationalité de Izé)
- 2001 : Passi feat. Stomy Bugsy - Le Plan B-2 (La Cicatrice) (sur l'album Genèse de Passi)
- 2001 : Hamed Daye feat. Stomy Bugzy - Le Plan B-3 (La Mèche et La Brèche) (sur l'album L'or noire d'Hamed Daye)
- 2001 : Stomy Bugsy feat. Lion Bizness (Djamatik & Kulu Ganja) - Prise d'otages (sur le maxi Prise d'otages de Stomy Bugsy)
- 2001 : Stomy Bugsy - J'reviens au rap dur (sur le maxi Prise d'otages de Stomy Bugsy)
- 2002 : Hamed Daye & Stomy Bugsy - Instinct (sur la B.O. du film Samouraï)
- 2002 : Stomy Bugsy - Motivation (sur la B.O. du film 3 Zéros)
- 2002 : Stomy Bugsy & Doc Gynéco - Bugsdoc 18 feat. Doc Gynéco (sur la compilation Explicit 18)
- 2002 : Doc Gynéco feat. Stomy Bugsy - Frotti Frotta (C'est l'amour qui contrôle) (sur l'album Solitaire de Doc Gynéco)
- 2002 : Stomy Bugsy - Freestyle (sur la mixtape What's The Flavor #50 de DJ Poska & Funky Maestro)
- 2002 : Ministère AMER feat. Doc Gynéco & Hamed Daye - Le Colis (titre promotionnel)
- 2003 : Doc Gynéco feat. Stomy Bugsy & Janik MC - Big Up (sur l'album Menu Best of de Doc Gynéco)
- 2004 : K.Ommando Toxik feat. Stomy Bugsy - Sacrifice 2 poulets (sur le street CD Retour vers le futur de K.Ommando Toxik)
- 2004 : Passi feat. Stomy Bugsy & Zao - Combattants (sur l'album Odyssée de Passi)
- 2004 : Darkman feat. Stomy Bugsy & S Galo - Kreol oriental (sur l'album Darky Le Jour, Daman La Nuit de Darkman
- 2004 : Ministère AMER feat. Hamed Daye & Doc Gynéco - Plan B (sur la mixtape Los Angeles Most Wanted de DJ Noise)
- 2005 : Cuizinier feat. TTC, Sté Strausz & Stomy Bugsy - Dans le club (San Andreas Remix) (sur le street CD Pour Les Filles Vol. 1 de Cuizinier)
- 2005 : Ministère AMER - J'aime le Rap (sur la compilation Illicite Projet de Medeline)
- 2005 : Les Meurtres se font la nuit (sur la compilation West Rider 2)
- 2006 : Johnny Hallyday feat. Ministère A.M.E.R. et Doc Gynéco - Le temps passe (sur l'album Ma vérité de Johnny Hallyday)
- 2006 : Doc Gynéco feat. Stomy Bugsy - Tu mens (sur l'album Un Homme Nature de Doc Gynéco)
- 2006 : Stomy Bugsy - Foot 2 Rue (sur la B.O. Foot 2 Rue)
- 2006 : L'État (sur la mixtape Poésie Urbainz Vol.2)
- 2007 : Stomy Bugsy - Brûlez tout (sur la compilation Écoute la rue Marianne)
- 2007 : Stomy Bugsy - Tolérance zéro (sur la compilation Explicit Politik)
- 2007 : Seth Gueko feat. Stomy Bugzy - Lève toi et braque' (sur la compilation Self défense)
- 2008 : Stomy Bugzy feat. SMS Click (sur l'album La ruée vers l'or de SMS)
- 2008 : Stomy Bugzy feat Booba, Lino, Dieudonné, Lady Laistee, Hamed Daye & Sofiane - Code noir
- 2008 : Stomy Bugzy feat. Dobe As et Driver - Miss Mec (sur la compilation Bandana Music)
- 2008 : SÄ Remix (feat. Samsey et Driver)
- 2008 : Come Back Remix (feat Pit Bacardi)
- 2009 : L'envie de plaire (Remix 2010) de French Cuisine Femis (apparition dans le clip)
- 2011 : Stomy Bugsy feat. Aelpéacha et Real Chanty - Au Soleil (sur l'album Val 2 Marne Rider II)

## Filmographie
Sauf indication contraire, les informations mentionnées dans cette section peuvent être confirmées par les bases de données cinématographiques IMDb et Allociné,  présentes dans la section « Liens externes ».

### Acteur

#### Cinéma

##### Longs métrages
- 1997 : Ma 6-T va crack-er de Jean-François Richet : un banlieusard de Garges-lès-Gonesse
- 2001 : De l'amour de Jean-François Richet : Manu
- 2001 : Les Jolies Choses de Gilles Paquet-Brenner : Nicolas
- 2002 : Le Boulet d'Alain Berbérian : Malien 1
- 2002 : 3 Zéros de Fabien Onteniente : Michaël Silvain
- 2003 : Le Fleuve de Mama Keita : Alfa
- 2003 : Gomez et Tavarès de Gilles Paquet-Brenner : le lieutenant Carlos Gomez
- 2005 : Nèg Maron de Jean-Claude Flamand : Pedro
- 2005 : Frappes interdites de Bernard Malaterre
- 2005 : Coup de foudre en Toscane (Shadows in the Sun) de Brad Mirman : Emanuele
- 2006 : La Dernière Passe de Stomy Bugsy
- 2007 : Gomez vs Tavarès : le lieutenant Carlos Gomez
- 2009 : Aliker de Guy Deslauriers : André Aliker
- 2012 : Bye Bye Blondie de Virginie Despentes : (crédité sous son vrai nom Gilles Duarte) - le chauffeur de Frances
- 2023 : Yo mama de Leïla Sy et Amadou Mariko : le maire
- 2024 : Quatre Zéros de Fabien Onteniente : Michaël Silvain

##### Courts métrages
- 2000 : Le Marquis de Gilles Paquet-Brenner
- 2000 : Carla de Dramane Sangare : DS
- 2007 : Bollywoogie de John Gabriel Biggs : Ashish
- 2010 : La Glisse de Yann Epstein
- 2013 : Alta Exposicion de Cecilia Robles : Franck
- 2015 : Millenials de Dikega Hadnot : Gojiro
- 2018 : Le Banc de Jean-François Taver et Mehdi Vandal : Omar

##### Doublage
- 2006 : Arthur et les Minimoys de Luc Besson : Koolomassaï (voix)

#### Télévision
- 2000 : Beauté fatale de Sylvie Meyer : Pierre
- 2005 : Frappes interdites de Bernard Malaterre : Amadi Diouf
- 2006 : Anna Meyer, assistante de choc de Régis Musset : lieutenant David Markowicz
- 2008 : Sang froid de Sylvie Verheyde : Jean-Jean
- 2008 : Ça va pas être possible de François Guérin (série Walt Disney ; 2 saisons, 40 épisodes) : Francky
- 2009 : Myster Mocky présente de Jean-Pierre Mocky (Saison 2 épisode 9 : Ultime bobine) : Billy
- 2015 : Falco de Clothilde Jamin (Saison 3, épisode 7 : Sous les cendres) : Ludovic Perroa
- 2016 : Deep, série réalisée par Jean-François Julian : Georges (3 épisodes, crédité sous son vrai nom Gilles Duarte)
- 2019 : Paris 8, la fac Hip Hop
- Depuis 2022 : Léo Matteï, Brigade des mineurs (saisons 9 à 11) : commissaire Daguerre
- 2023 : Astrid et Raphaëlle (saison 4, épisode 3 - 30.000 pieds) : le commandant Bourgoin
- 2023 : Enquête Parallèle de Stéphanie Pillonca-Kervern (épisode 1) : Boris, l'activiste écolo

### Compositeur
- 2002 : Trois Zéros de Fabien Onteniente
- 2003 : Le Fleuve de Mama Keïta
- 2024 : Quatre Zéros de Fabien Onteniente - musique additionnelle

## Théâtre
- 2019-2020 : Écroué de rire de David Desclos et Stomy Bugsy, au Théâtre du Gymnase
- Depuis 2020 : Un jour... j'irai à Détroit de Stomy Bugsy et David Desclos, au Théâtre du Gymnase